# Dita Indah Sari
Pour les articles homonymes, voir Dita.
Dita Indah Sari, née le 30 décembre 1972 à Medan en Indonésie est une syndicaliste et femme politique indonésienne.

## Biographie
Après des études primaires à Medan et secondaires à Jakarta, c'est lors de ses études à la faculté de droit de l'université d'Indonésie, qu'elle intégra en 1991, qu'elle commença à s'impliquer dans l'activisme politique, en intégrant un groupe d'étude formé par des étudiants. Par la suite elle participa à l'organisation de travailleurs à Tangerang, Bogor et Pluit. Elle participa également à la fondation du PRD.
En 1994, elle est élue secrétaire générale du Centre de lutte des travailleurs indonésiens, Pusat Perjuangan Buruh Indonesia ou PPBI, lors du premier congrès de ce mouvement, à Semarang. Le PBBI était alors l'une des organisations qui manifestait en réclamant la hausse des salaires, des revenus décents pour les travailleurs et la chute de Soeharto. En février 1995, Dita Sari devint présidente du PPBI.

### Arrestation et détention
Arrêtée, en juillet 1996, lors d'une action à Tandes, Surabaya, elle est jugée et condamnée à six ans de réclusion, tandis que le PPBI est interdit par le gouvernement. Incarcérée à la maison d'arrêt pour femme de Malang puis à celle de Tangerang, elle est même élue, en mai 1999, bien que détenue, présidente du Front National pour la Lutte des Travailleurs Indonésiens, Front Nasional Perjuangan Buruh Nasional Indonesia ou FNPBI, organisation issue de l'union du PPBI et de syndicats locaux comme le PPBS de Surabaya et le SBI de Bandung. Après une offre de libération conditionnelle qu'elle refusa, elle est libérée le 5 juillet 1999, à l'occasion d'une amnistie du Président Habibie.

En février 2001, elle reçoit le Prix Ramon Magsaysay, accompagné d'une somme de 15 000 dollars américains, dont elle ne gardera que 10 % pour ses besoins personnels et en février 2002, le conseil consultatif de la fondation des droits de l'homme Reebok lui décerne le Prix Reebok des droits de l'homme, prix assorti d'une subvention de 50 000 dollars américains, qu'elle refuse, principalement en raison 

« Des bas salaires et de l'exploitation des travailleurs d'Indonésie, du Mexique et du Vietnam. »

— Dita Sari, Why I Rejected the Reebok Human Rights Award.
À la même époque elle fait partie des fondateurs d'organisations telles que la Fondation pour la libération des médias et des sciences sociales, Lembaga Pembebasan Media dan Ilmu Sosial ou LPMIS ou encore Senjata Kartini (SEKAR), une organisation non-gouvernementale.
À l'approche des élections générales de 2004, le FNPBI et d'autres organisations sectorielles, fondent le Parti Uni d'Opposition Populaire, Partai Persatuan Oposisi Rakyat ou POPOR et Dita Sari est en est élue présidente. Cependant le parti échoua à remplir les critères d'enregistrement du ministère indonésien des Lois et des Droits de l'Homme.
En janvier 2005, lors d'un congrès extraordinaire, Dita Sari est élue présidente du Comité Central de Direction du PRD.
Pour les élections législatives indonésiennes de 2009, Dita Sari sera candidate, sous la bannière du Parti de l'étoile et de la réforme, Partai Bintang Reformasi, au siège de représentant de la cinquième circonscription de Java central au Conseil représentatif du peuple, DPR, l'assemblée nationale indonésienne.